# Espacio-tiempo de De Sitter
El espacio-tiempo de De Sitter es una solución exacta de las ecuaciones de campo de Einstein que describen un universo en expansión nombrado a sí por el astrónomo Willem de Sitter. Este tipo de soluciones aparecen en dos contextos diferentes:
1. Soluciones de vacío con constante cosmológica, en estos casos aun sin una cantidad de materia apreciable el espacio se expande por el efecto de una constante cosmológica ({\displaystyle \Lambda >0}).

1. Soluciones para fluido (de presión negativa) sin constante cosmológica, en estos casos la presión negativa del fluido, por lo que se trata de un fluido exótico, a veces denominado (quintaesencia) es lo que produce la expansión, siendo la constante cosmológica nula  ({\displaystyle \Lambda =0}).

Dado que los fluidos de presión negativa son una forma exótica de materia, de cuya existencia no se tiene constancia, es el primer tipo de soluciones el más estudiado. De hecho, la solución de De Sitter modela razonablemente bien un universo espacialmente plano, que se supone se parecería mucho al universo inflacionario de los modelos actuales que existió alrededor {\displaystyle t\approx 10^{-33}} segundos.

## Introducción
En los últimos años el estudio del universo, su génesis y su desarrollo, ha llevado a diferentes modelos matemáticos. Uno de los más exitosos es el correspondiente a una expansión acelerada llamada por su brusquedad inflación cósmica. Dentro de los desarrollos inflacionarios, un modelo paradigmático es el llamado De Sitter.
El modelo de De Sitter corresponde a una expansión inflacionaria del universo en que la densidad de energía del mismo y su presión se hallan vinculadas por una ecuación de estado

{\displaystyle p=w\rho c^{2}\,},

con el valor particular de {\displaystyle \scriptstyle w=-1}. Resultando en un crecimiento exponencial del radio geométrico o factor de escala del universo de la forma:

{\displaystyle a(t)=a_{0}e^{Ht}\,}.

Donde H es el parámetro de Hubble caracterizado por la razón de la variación temporal del radio geométrico y su valor instantáneo, es decir

{\displaystyle H={\frac {\dot {a}}{a}}}

## Métrica
El modelo original de De Sitter se basa en la cosmología estándar, que a través de la aplicación de la Teoría de Relatividad General y de sus Ecuaciones de Einstein logra plantear una relación de continuidad para la dinámica de la energía en un universo regido por una métrica de tipo FLRW:

{\displaystyle g=-dt\otimes dt-a(t)g_{ij}dx^{i}\otimes dx^{j}}.

Que al parecer son las únicas métricas capaces de ofrecer una descripción aceptable de nuestro universo homogéneo espacialmente e isótropo.